# 薩爾斯堡—蒂羅爾鐵路
薩爾斯堡－蒂羅爾鐵路（德語：Salzburg-Tiroler-Bahn）是奧地利的一條幹線鐵路。鐵路通過薩爾斯堡州和蒂羅爾州，連接薩爾斯堡和沃格爾，路線由奧地利聯邦鐵路持有和營運。